# Viktor Dulger
Viktor Dulger (* 18. Dezember 1935 in Klöstitz, Königreich Rumänien; † 21. März 2016) war ein deutscher Ingenieur, Erfinder, Unternehmer und Mäzen der Kunst und Wissenschaft mit bessarabiendeutscher Herkunft. Er lebte in Heidelberg.

## Leben und Werk
Viktor Dulger wurde in Bessarabien geboren und wuchs in der Nähe von Danzig auf. Der Neuanfang nach dem Zweiten Weltkrieg gelang ihm in Baden-Württemberg. Nach Abschluss des Studiums 1957 im Fach Maschinenbau arbeitete er unmittelbar anschließend für die deutsche Niederlassung eines amerikanischen Lebensmittelkonzerns. 
Die Gründung des eigenen Unternehmens ProMinent GmbH 1960 war der Schritt in die Selbstständigkeit. Zum gleichen Zeitpunkt reichte er sein bis dahin wichtigstes Patent ein, die Erfindung einer leistungsfähigen Pumpe, die für kleinste Dosierungsmengen im Bereich Trinkwasser, Lebensmittelzusätze und Medizintechnik einen bahnbrechenden Fortschritt darstellte. Innerhalb kürzester Zeit entwickelte er Lösungen auf zahlreichen Gebieten der Verfahrenstechnik, insbesondere im Bereich elektronisch gesteuerter Membran-Dosiertechnik. Mehr als 50 persönliche Patente sind in Deutschland und den Industriestaaten angemeldet und bilden die Basis des erfolgreichen Ausbaus seiner Unternehmung zur weltweit agierenden Unternehmensgruppe. 
Seit 2001 führen seine beiden Söhne Rainer und Andreas und ein weiterer Geschäftsführer die Unternehmensgruppe, wobei Rainer Dulger auch Präsident der Bundesvereinigung der Deutschen Arbeitgeberverbände ist. Viktor Dulger war seitdem Vorsitzender des Verwaltungsrates.

## Auszeichnungen
Für sein Lebenswerk erhielt Viktor Dulger zahlreiche Ehrungen und Auszeichnungen. 1982 erhielt er das Bundesverdienstkreuz am Bande. 1996 verlieh der Bundespräsident Viktor Dulger das Verdienstkreuz 1. Klasse des Verdienstordens der Bundesrepublik Deutschland. Seine weltweiten Aktivitäten wurden 1986 durch die Ernennung zum Honorarkonsul für die Republik Malta in Baden-Württemberg gewürdigt. 1997 erteilte die Bundesregierung das Exequatur und stimmte der Rangerhebung zum Honorargeneralkonsul für den Konsularbezirk Baden-Württemberg zu. 1994 erhielt Viktor Dulger die Auszeichnung als Ehrenprofessor der Technischen Universität der chinesischen Hafenstadt Dalian, 1996 dann die Ehrendoktorwürde. Seit 1997 war Viktor Dulger Ehrenbürger der chinesischen Hafenstadt. 2000 wurde ihm die Richard-Benz-Medaille für Kunst und Wissenschaft der Stadt Heidelberg verliehen. Für seine kontinuierliche Förderung der Universität Heidelberg verlieh ihm das Institut 1990 die Senatorenwürde, ehrenhalber erhielt er 1995 die Universitätsmedaille. Weiterhin erhielt er die Diesel-Medaille in Gold. Im April 2009 verlieh Ministerpräsident Günther Oettinger Viktor Dulger den Verdienstorden des Landes Baden-Württemberg. 2001 erhielt Dulger den National Order of Merit.

## Stiftungen und Preise

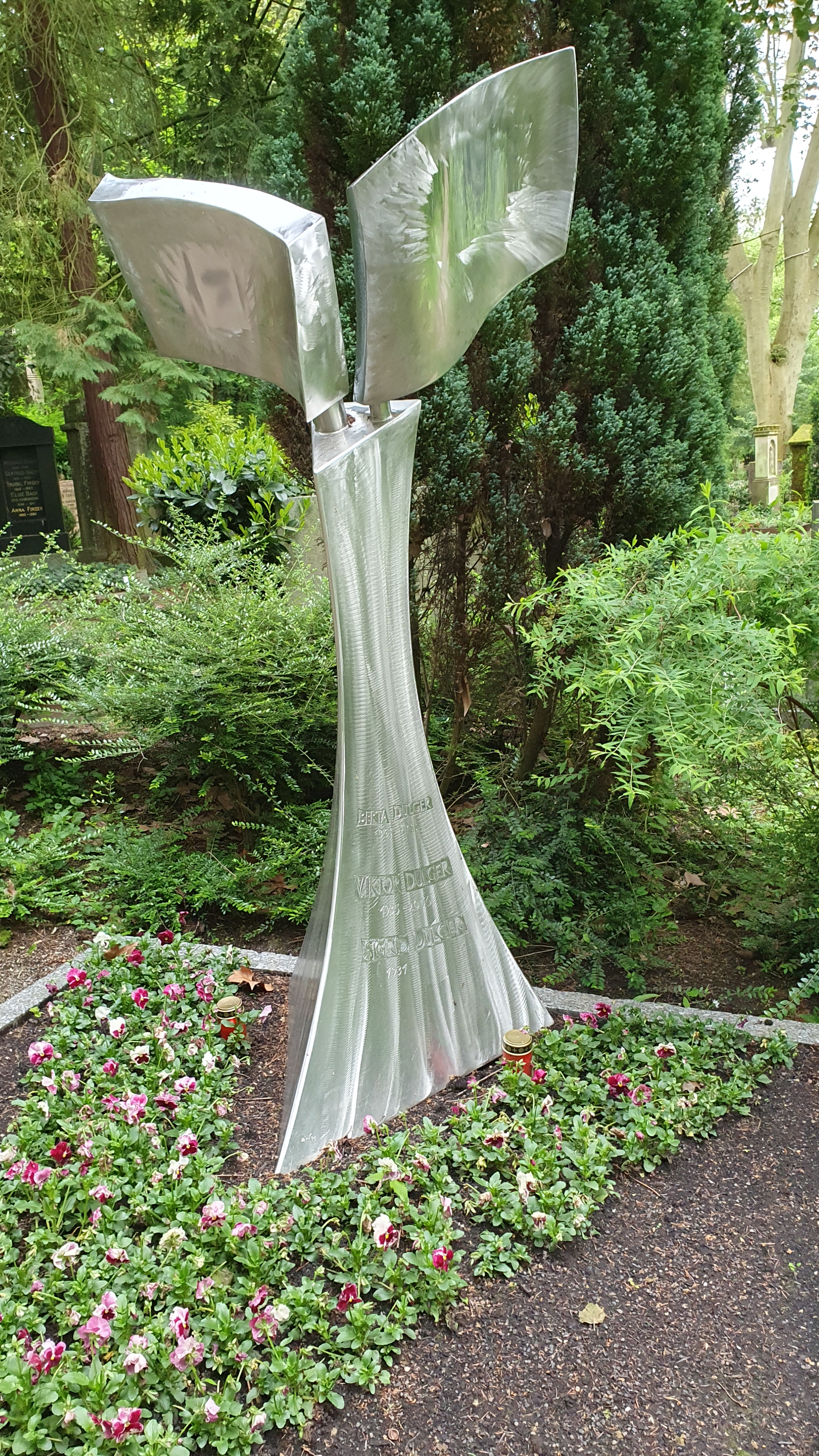
Grabstätte Viktor Dulger, Bergfriedhof Heidelberg

In Heidelberg war Viktor Dulger für seine Verdienste um das Kunst- und Kulturleben sowie seine Unterstützung zahlreicher sozialer Einrichtungen bekannt. Er zeichnete sich durch einen beständigen Einsatz für die zeitgenössische Kunst aus. Beispielsweise zum 25-jährigen Bestehen seiner Unternehmensgruppe stiftete er den Bürgern der Stadt Heidelberg auf dem Bismarckplatz eine vielbeachtete Skulptur. Wegen außergewöhnlicher Spenden für behinderte Kinder erhielt Viktor Dulger bereits 1993 die Lorenz-Werthmann-Medaille, die Gründermedaille des Deutschen Caritasverbandes. Zahlreiche Einrichtungen wie das Deutsche Zentrum für Musiktherapieforschung – seit 1997 Viktor Dulger Institut – wurden von ihm seit der Gründung unterstützt. Besonders ist die Gründung der Sigrid-und-Viktor-Dulger-Stiftung hervorzuheben, die den Umweltpreis der Universität Heidelberg und den Dulger-Preis für Technikwissenschaften der Heidelberger Akademie der Wissenschaften vergibt. Ebenso unterstützt die Stiftung die besten Absolventen der Lehrlingsausbildung der IHK Rhein-Neckar.